# Carles Santacana

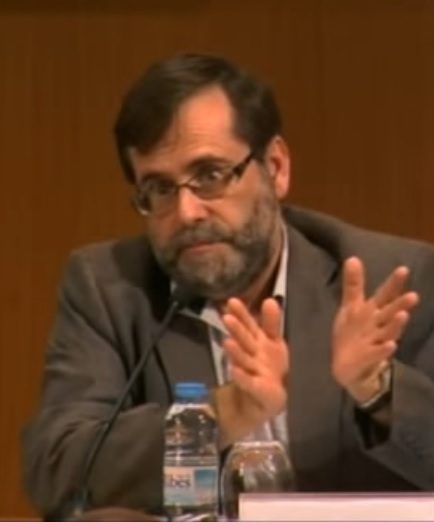
En una conferencia el 9 de septiembre de 2015

Carles Santacana Torres (Barcelona, 1961) es un historiador español, profesor de historia contemporánea de la Universidad de Barcelona.
Es autor de títulos como Victoriosos i derrotats. El franquisme a l'Hospitalet: 1939-1951 (Centre d'Estudis de L'Hospitalet y Publicacions de l'Abadia de Montserrat, 1994), El franquisme i els catalans. Els informes del Consejo Nacional del Movimiento (1962-1971) (Afers, 2000) o Josep Tarradellas. L’exili (Dau, 2014), el primer volumen de un estudio biográfico del político catalán. Fue coordinador de las obra colectivas El franquisme al Baix Llobregat (Publicacions de l'Abadia de Montserrat, 2001) y Entre el Malson i l’Oblit (Afers, 2013) que trata el impacto del franquismo en Cataluña y las Islas Baleares en los primeros 21 años de la dictadura. Igualmente, fue coautor junto con Xavier Pujades del primer volumen de Història il·lustrada de l'esport a Catalunya (1870-1931).